# Хризокома
Хризокома је род главоножаца који се налази у субтрибусу Homochrominae, делу трибуса Astereae.
Постоје 22 врсте на југу Африке и на југу Арапског полуострва.

## Врсте
1. Chrysocoma acicularis Ehr.Bayer
2. Chrysocoma candelabrum Ehr.Bayer
3. Chrysocoma cernua L.
4. Chrysocoma ciliata L.
5. Chrysocoma decurrens DC.
6. Chrysocoma esterhuyseniae Ehr.Bayer
7. Chrysocoma flava Ehr.Bayer
8. Chrysocoma hantamensis J.C.Manning & Goldblatt
9. Chrysocoma longifolia DC.
10. Chrysocoma microphylla Thunb.
11. Chrysocoma mozambicensis Ehr.Bayer
12. Chrysocoma oblongifolia DC.
13. Chrysocoma obtusata (Thunb.) Ehr.Bayer
14. Chrysocoma ovata Forssk.
15. Chrysocoma puberula Schltr. ex Merxm.
16. Chrysocoma rigidula (DC.) Ehr.Bayer
17. Chrysocoma schelechteri Ehr.Bayer
18. Chrysocoma sparsifolia Hutch.
19. Chrysocoma strigosa Ehr.Bayer
20. Chrysocoma tomentosa L.
21. Chrysocoma tridentata DC.
22. Chrysocoma valida Ehr.Bayer

## Синоними
- Chrysocome St.-Lag.